# 池沢早人師
池沢 早人師（いけざわ さとし、1950年8月27日 - ）は、日本の漫画家・小説家でカーマニア、レーシングドライバー。旧ペンネームは池沢 さとし。代表作は『サーキットの狼』『サーキットの狼II モデナの剣』など。

## プロフィール
千葉県野田市出身。野田市立南部中学校卒。高校在学中の1969年、『週刊少年ジャンプ』（集英社）にて『怪童のひびき』が新人佳作賞を受賞し、デビュー。週刊少年ジャンプにて1975年に連載が開始された『サーキットの狼』は高い人気を得て社会現象となり、1970年代後半の「スーパーカーブーム」の火付け役となった。
その後も『Beat Shot!!』や『サーキットの狼II モデナの剣』など多数の作品を発表し、多くの熱狂的なファンを獲得。現在は「池沢 早人師」に改名して活動を続けている他、トークショーやサイン会、雑誌の取材などで顔を見せている。
2012年以降は漫画家から小説活動をする作家になっている。『三流レーサー』（集英社Ｊブックス）からデビュー。その後『スーパーカー値千金』を（ベストカー）に1年連載。さらに（ROSSO）に、その『第二部スーパーカー値千金』を同じく1年連載。また電子書籍では、不動産モノの『ロマンチックハウス』働く女性モノ『天使のタクシー』を発表している。2024年から現在は、今までにないクルマからの視点という新しい手法で、クルマたちの告白　を（CARトップ）に連載中。
レーシングドライバーとしても活動し、1977年に富士フレッシュマンレースにTSサニーで2連勝デビュー。ポルシェ・カレラ・カップ・ジャパンは初代チャンピオンになる。その後全日本ツーリングカー選手権や全日本GT選手権のGT500クラスに参戦し、活躍した。
また、茨城県神栖市に「池沢早人師サーキットの狼MUSEUM」を開館し、『サーキットの狼』に登場したスーパーカーを中心とした実車を展示している。

## 歴代の主な愛車
- 1970年　トヨタ コロナ1700SL
- 1970年　日産 フェアレディZ
- 1972年　トヨタ 2000GT
- 1974年　ロータス ヨーロッパ スペシャル
- 1975年　ディーノ 246GT
- 1975年　マツダ サバンナGT
- 1976年　ポルシェ 911 ターボ（930型）
- 1976年　マセラティ メラクSS
- 1976年　シトロエンGS
- 1977年　ランチア ストラトス
- 1977年　メルセデス・ベンツ 450SLC
- 1977年　日産 レーシング サニー TS
- 1978年　フェラーリ 365BB
- 1978年　フェラーリ 308GTB
- 1979年　フェラーリ 512BB
- 1979年　ポルシェ 911 ターボ（2台目）
- 1979年　ロールス・ロイス シルバーシャドーⅡ
- 1979年　ランボルギーニ・カウンタック LP400S
- 1979年　ケーターハム スーパー7
- 1980年　フェラーリ 400AT
- 1980年　ポルシェ 911 カレラRS
- 1980年　メルセデス・ベンツ 500SEL
- 1981年　フェラーリ 308 クワトロバルボーレ
- 1981年　ロールス・ロイス シルバーシャドーⅡ（2台目）
- 1981年　BMW M1
- 1982年　フェラーリ 512BBi
- 1982年　メルセデス・ベンツ 500SEL（AMG仕様）
- 1983年　BMW アルピナ B7ターボS
- 1983年　メルセデス・ベンツ 450SL
- 1984年　ポルシェ 911 カレラ（84）
- 1985年　メルセデス・ベンツ 560SEL
- 1985年　メルセデス・ベンツ 190E 2.3
- 1987年　フェラーリ テスタロッサ
- 1987年　メルセデス・ベンツ 190E
- 1988年　ポルシェ 911 カレラ
- 1988年　ジャガー ソブリンV12
- 1989年　フェラーリ 348GTB
- 1990年　日産 スカイライン GT-R
- 1990年　ホンダ NSX
- 1991年　メルセデス・ベンツ 500SL
- 1991年　フェラーリ テスタロッサ（2台目）
- 1992年　ポルシェ 911 カレラRS（964）
- 1992年　ポルシェ 911 カレラ カップカー（レーシングマシン）
- 1992年　ポルシェ 911 カレラ カップカー（2台目）
- 1994年　フェラーリ F40
- 1994年　ポルシェ 911 カレラ（993）
- 1994年　シトロエン エグザンティア
- 1995年　フェラーリ F355
- 1995年　ポルシェ GT2（993）
- 1996年　ランボルギーニ ディアブロSV
- 1997年　ルーフ CTR
- 1997年　メルセデス・ベンツ E50 AMG
- 1999年　フェラーリ F355（2台目）
- 2000年　ポルシェ GT3
- 2002年　メルセデス・ベンツ SL55 AMG
- 2003年　フェラーリ 360スパイダー
- 2004年　メルセデス・ベンツ SL350
- 2005年　フェラーリ 360 チャレンジストラダーレ
- 2006年　BMW 325
- 2006年　フォルクスワーゲン ルポ GT1
- 2007年　フェラーリ F430
- 2007年　BMW 135クーペ
- 2008年　メルセデス・ベンツ C63 AMG
- 2009年　マセラティ グラントゥーリズモS
- 以降
  - ポルシェ 911 S
  - アルピナ B3
  - ホンダ S660
  - BMW M4　・・・他

## 作品リスト

### 漫画
- ハロー! ジュリー（集英社『週刊少年ジャンプ』1969年15号 - 1970年7号連載） - 単行本は未刊行。
- 彼女と彼女は犬猿の仲（ゴマブックス1969年）
- あらし!三匹（集英社『週刊少年ジャンプ』1970年13号 - 1973年23号連載、全16巻/文庫版全16巻）
- 鬼っ子（集英社『週刊少年ジャンプ』1973年24号 - 47号連載） - 単行本は未刊行。
- 風! 花! 龍!（集英社『週刊少年ジャンプ』1974年3号 - 31号連載、全3巻）
- サーキットの狼（集英社『週刊少年ジャンプ』1975年1号 - 1979年32号連載、全27巻/文庫版（秋田書店版）全4巻/MCC版全19巻/文庫版（KKC版）全3巻）
- シャッターシャワー（集英社『週刊プレイボーイ』1980年連載、全4巻）
- ダイヤモンドスター（集英社『週刊少年ジャンプ』1980年3・4合併号 - 22号連載） - 単行本は未刊行。
- 街道レーサーGO（集英社『週刊少年ジャンプ』1981年31号 - 53号連載、全3巻）
- レーシング小僧 嵐 （白泉社『少年ジェッツ』1981年10月号（創刊号） - 1983年2月号（休刊号）連載、全4巻）
- ミッドシップ隼（秋田書店『週刊少年チャンピオン』1983年50号 - 1985年21号連載、全9巻）
- Beat Shot!!（集英社『週刊プレイボーイ』1985年 - 1989年連載、全11巻/愛蔵版全5巻[1]）
- サーキットの狼II モデナの剣 （『週刊プレイボーイ』1989年 - 1995年連載、全25巻）
- WOW!F1（集英社『スーパージャンプ』1991年7月号 - 1992年6号連載、全2巻）
- サーキットの送り狼（飛鳥新社、全1巻）
- SPEEDコネクション（集英社『週刊プレイボーイ』連載、全4巻/愛蔵版全2巻[1]）
- 21世紀の狼（自交社『オートコミックGT』連載、全3巻/愛蔵版全1巻[1]）
- フェアウェイの侍（日本ヴォーグ&スポーツマガジン社、全2巻）
- アスファルトの鷹（コンドル）（原作・シミズソーイチ[注 1]、光文社『週刊宝石』1997年4月17日号 - 1998年連載、全4巻）
- スーパーカーの狼（リイド社『リイドコミック』連載、全2巻/愛蔵版全1巻[1]）
- 痛快!! マイホーム（新潮社『週刊コミックバンチ』2001年13・14合併号 - 2002年7・8合併号連載、全2巻）

### 小説
- スーパーカー値千金（講談社ビーシー ベストカー) 第1部 全12話連載
- 三流レーサー（集英社 Jブックス）[2]
- スーパーカー値千金（ROSSO）第2部

### 作詞
- 「サーキットの狼」（1977）- 作曲・歌／子門真人　編曲／鈴木宏昌

## アシスタント経験者
- 三山のぼる
- 国友やすゆき

## レース戦績

### 全日本ツーリングカー選手権
| 年     | チーム | 使用車両     | クラス | 1     | 2     | 3     | 4   | 5       | 6   | 順位 | ポイント |
| ------ | ------ | ------------ | ------ | ----- | ----- | ----- | --- | ------- | --- | ---- | -------- |
| 1985年 |        | マツダ・RX-7 | DIV.2  | SUG   | TSU   | NIS   | SUZ | FSW Ret |     |      |          |
| 1991年 | FMR    | BMW・M3      | JTC-2  | SUG 7 | SUZ 5 | TSU 5 | SEN | AUT     | FSW |      |          |

### 全日本GT選手権
| 年     | チーム                  | 使用車両                          | クラス | 1       | 2       | 3       | 4      | 5       | 6      | 順位 | ポイント |
| ------ | ----------------------- | --------------------------------- | ------ | ------- | ------- | ------- | ------ | ------- | ------ | ---- | -------- |
| 1994年 | KEN WOLF with TERAI ENG | ランボルギーニ・カウンタック      | GT1    | FSW Ret | SEN 8   | FSW Ret | SUG 11 | MIN Ret |        | 21位 | 3        |
| 1995年 | KEN WOLF with TERAI ENG | ランボルギーニ・ディアブロ イオタ | GT1    | SUZ 15  | FSW     | SEN 13  | FSW 13 | SUG Ret | MIN    | NC   | 0        |
| 1996年 | KENWOLF with JLOC CORSA | ランボルギーニ・ディアブロ イオタ | GT500  | SUZ     | FSW Ret | SEN     | FSW 11 | SUG Ret | MIN 14 | NC   | 0        |

## その他の活動

### 出演
- サーキットの狼（1977年 東映） - 劇場版
- オールスターキャノンボール大会（1991年、TBSテレビ）

### レコード
- サーキットの狼（1977年 CBS・ソニー） - 劇場版公開にあわせて製作されたEP盤。A面の主題歌の作詞、B面の朗読、およびジャケットイラスト。